# Parsec
Parsec (símbolo: pc) é uma unidade de comprimento usada para medir as grandes distâncias de objetos astronômicos fora do Sistema Solar, aproximadamente igual a 3,26 anos-luz ou 206 000 unidades astronômicas (au), ou seja, 30,9 trilhões de quilômetros. Parsec é obtido pelo uso de paralaxe e trigonometria e é definido como a distância na qual 1 au subtende um ângulo de um segundo de arco (⁠1/3600⁠ de um grau). Isso corresponde a ⁠648000/π⁠ de unidades astronômicas, ou seja,  1 pc = 1/tan(1″) au. A estrela mais próxima, Proxima Centauri, está a cerca de 1,3 parsecs (4,2 anos-luz) do Sol. A maioria das estrelas visíveis a olho nu no céu noturno estão a 500 parsecs do Sol.
A palavra parsec é um amálgama de paralaxe de um segundo de arco, e foi cunhada pelo astrônomo britânico Herbert Hall Turner em 1913 para fazer cálculos de distâncias astronômicas a partir de apenas dados observacionais brutos fáceis para os astrônomos. Em parte por esse motivo, é a unidade preferida em astronomia e astrofísica, embora o ano-luz permaneça proeminente em textos científicos populares e de uso comum. Embora parsecs sejam usados para distâncias mais curtas dentro da Via Láctea, múltiplos de parsecs são necessários para as escalas maiores do universo, incluindo quiloparsecs (kpc) para os objetos mais distantes dentro e ao redor da Via Láctea, megaparsecs (mpc) para galáxias de distância média e gigaparsecs (gpc) para muitos quasares e as galáxias mais distantes.
Em agosto de 2015, a União Astronômica Internacional (IAU) aprovou a Resolução B2 que, como parte da definição de uma escala de magnitude bolométrica absoluta e aparente padronizada, mencionou uma definição explícita existente do parsec como exatamente ⁠648000/π⁠ au, ou aproximadamente 3.0856775814913673×1016 metros (com base na definição exata do SI da IAU de 2012 da unidade astronômica). Isso corresponde à definição de pequeno ângulo do parsec encontrada em muitas referências astronômicas.

## História e derivação
O parsec é definido como sendo igual ao comprimento da perna adjacente (a perna oposta sendo 1 UA) de um triângulo retângulo imaginário extremamente alongado no espaço. As duas dimensões nas quais esse triângulo se baseia são sua perna mais curta, de comprimento de uma unidade astronômica (a distância média Terra-Sol), e o ângulo subtendido do vértice oposto a essa perna, medindo um segundo de arco. Aplicando as regras da trigonometria a esses dois valores, o comprimento da unidade da outra perna do triângulo (o parsec) pode ser derivado.
Um dos métodos mais antigos usados pelos astrônomos para calcular a distância até uma estrela é registrar a diferença de ângulo entre duas medições da posição da estrela no céu. A primeira medição é feita da Terra em um lado do Sol, e a segunda é feita aproximadamente meio ano depois, quando a Terra está no lado oposto do Sol. A distância entre as duas posições da Terra quando as duas medições foram feitas é o dobro da distância entre a Terra e o Sol. A diferença de ângulo entre as duas medições é o dobro do ângulo de paralaxe, que é formado por linhas do Sol e da Terra até a estrela no vértice distante. Então, a distância até a estrela pode ser calculada usando trigonometria. As primeiras medições diretas publicadas com sucesso de um objeto a distâncias interestelares foram realizadas pelo astrônomo alemão Friedrich Wilhelm Bessel em 1838, que usou essa abordagem para calcular a distância de 3.5 parsecs de 61 Cygni.

Movimento de paralaxe estelar da paralaxe anual

A paralaxe de uma estrela é definida como a metade da distância angular que uma estrela parece se mover em relação à esfera celeste quando a Terra orbita o Sol. Equivalentemente, é o ângulo subtendido, da perspectiva daquela estrela, do semieixo maior da órbita da Terra. A estrela, o Sol e a Terra formam os cantos de um triângulo retângulo imaginário no espaço: o ângulo direito é o canto do Sol e o canto da estrela é o ângulo de paralaxe. O comprimento do lado oposto ao ângulo de paralaxe é a distância da Terra ao Sol (definida como uma unidade astronômica, au), e o comprimento do lado adjacente fornece a distância do Sol à estrela. Portanto, dada uma medida do ângulo de paralaxe, junto com as regras da trigonometria, a distância do Sol à estrela pode ser encontrada. Um parsec é definido como o comprimento do lado adjacente ao vértice ocupado por uma estrela cujo ângulo de paralaxe é de um segundo de arco.
O uso do parsec como uma unidade de distância segue naturalmente do método de Bessel, porque a distância em parsecs pode ser calculada simplesmente como o recíproco do ângulo de paralaxe em segundos de arco (ou seja, se o ângulo de paralaxe é de 1 segundo de arco, o objeto está a 1 pc de o Sol; se o ângulo de paralaxe for de 0.5 segundos de arco, o objeto está a 2 pc de distância; etc.). Nenhuma função trigonométrica é necessária nesta relação porque os ângulos muito pequenos envolvidos significam que a solução aproximada do triângulo fino pode ser aplicada.
Embora possa ter sido usado antes, o termo parsec foi mencionado pela primeira vez em uma publicação astronômica em 1913. O Astrônomo Real Britânico Frank Dyson expressou sua preocupação com a necessidade de um nome para essa unidade de distância. Ele propôs o nome astron, mas mencionou que Carl Charlier sugeriu siriometer e Herbert Hall Turner propôs parsec. Foi a proposta de Turner que pegou.

### Calculando o valor de um parsec
Pela definição de 2015, 1 au de comprimento de arco subtende um ângulo de 1″ no centro do círculo de raio de 1 pc. Ou seja, 1 pc = 1 au/tan(1") ≈ 206,264.8 au por definição. Conversão de unidades de graus/minuto/segundo em radianos,
{\displaystyle {\frac {1{\mbox{ pc}}}{1{\mbox{ au}}}}={\frac {180\times 60\times 60}{\pi }}}, e
{\displaystyle 1{\mbox{ au}}=149\,597\,870\,700{\mbox{ m}}} (exatamente pela definição de 2012 do au)
Portanto,
{\displaystyle \pi {\mbox{ pc}}=180\times 60\times 60{\mbox{ au}}=180\times 60\times 60\times 149\,597\,870\,700=96\,939\,420\,213\,600\,000{\mbox{ m}}} (exatamente pela definição de 2015)
Portanto,
{\displaystyle 1{\mbox{ pc}}={\frac {96\,939\,420\,213\,600\,000}{\pi }}=30\,856\,775\,814\,913\,673{\mbox{ m}}} (para o metro mais próximo)
Aproximadamente,
No diagrama acima (fora da escala), S representa o Sol e E a Terra em um ponto de sua órbita. Assim, a distância ES é uma unidade astronômica (au). O ângulo SDE é de um segundo de arco (⁠1/3600⁠ de um grau), então, por definição, D é um ponto no espaço a uma distância de um parsec do Sol. Por meio da trigonometria, a distância SD é calculada da seguinte forma:
{\displaystyle \mathrm {SD} ={\frac {\mathrm {ES} }{\tan 1''}}}
{\displaystyle \mathrm {SD} \approx {\frac {\mathrm {ES} }{1''}}={\frac {1\,{\mbox{au}}}{{\frac {1}{60\times 60}}\times {\frac {\pi }{180}}}}={\frac {648\,000}{\pi }}\,{\mbox{au}}\approx 206\,264.81{\mbox{ au}}.}
Como a unidade astronômica é definida como 149597870700 m, o seguinte pode ser calculado:
| Portanto, 1 parsec | ≈ 206264.806247096 unidades astronômicas |
| Portanto, 1 parsec | ≈ 3.085677581×1016 metros                |
| Portanto, 1 parsec | ≈ 30.856775815 trilhão de quilômetros    |
| Portanto, 1 parsec | ≈ 19.173511577 trilhões de milhas        |

Portanto, se 1 ly ≈ 9.46×1015 m,
Então 1 pc ≈ 3.261563777 ly
Um corolário afirma que um parsec é também a distância a partir da qual um disco de uma unidade astronômica de diâmetro deve ser visto para ter um diâmetro angular de um segundo de arco (colocando o observador em D e um diâmetro do disco em ES).
Matematicamente, para calcular a distância, dadas as medidas angulares obtidas a partir de instrumentos em segundos de arco, a fórmula seria:
{\displaystyle {\text{Distância}}_{\text{estrela}}={\frac {{\text{Distância}}_{\text{Terra-Sol}}}{\tan {\frac {\theta }{3600}}}}}
Onde θ é o ângulo medido em segundos de arco, DistânciaTerra-Sol é uma constante (1 au ou 1.5813×10−5 ly). A distância estelar calculada estará na mesma unidade de medida usada em DistânciaTerra-Sol (por exemplo, se DistânciaTerra-Sol = 1 au, a unidade para DistânciaEstrela está em unidades astronômicas; se DistânciaTerra-Sol = 1.5813×10−5 ly, unidade para DistânciaEstrela está em anos-luz).
O comprimento do parsec usado na Resolução B2 da IAU de 2015 (exatamente ⁠648000/π⁠ de unidades astronômicas) corresponde exatamente ao derivado usando o cálculo de pequeno ângulo. Isso difere da definição clássica de tangente inversa em cerca de 200 km, ou seja, somente após o 11.º algarismo significativo. Como a unidade astronômica foi definida pelo IAU (2012) como um comprimento SI exato em metros, agora o parsec corresponde a um comprimento SI exato em metros. Ao metro mais próximo, o parsec de pequeno ângulo corresponde a 30856775814913673 m.

## Uso e medição
O método da paralaxe é a etapa de calibração fundamental para a determinação da distância em astrofísica; no entanto, a precisão das medições do telescópio terrestre do ângulo de paralaxe é limitada a cerca de 0.01″ e, portanto, para estrelas a não mais de 100 pc de distância. Isso ocorre porque a atmosfera da Terra limita a nitidez da imagem de uma estrela. Os telescópios baseados no espaço não são limitados por este efeito e podem medir com precisão as distâncias de objetos além do limite das observações baseadas no solo. Entre 1989 e 1993, o satélite Hipparcos, lançado pela Agência Espacial Europeia (ESA), mediu paralaxes para cerca de 100.000 estrelas com uma precisão de astrometria de cerca de 0.97 mas, e obteve medições precisas para distâncias estelares de estrelas até 1.000 pc de distância.
O satélite Gaia da ESA, lançado a 19 de dezembro de 2013, tem como objetivo medir um bilhão de distâncias estelares dentro de 20 microssegundos, produzindo erros de 10% nas medições até o Centro Galáctico, cerca de 8.000 pc de distância na constelação de Sagitário.

## Distâncias em parsecs

### Distâncias menores que um parsec
As distâncias expressas em frações de um parsec geralmente envolvem objetos dentro de um único sistema estelar. Então, por exemplo:
- Uma unidade astronômica (au), a distância do Sol à Terra, está um pouco abaixo de 5×10−6 pc.
- A sonda espacial mais distante, Voyager 1, estava a 0.000703 pc da Terra em janeiro de 2019. A Voyager 1 levou 41 anos para cobrir essa distância.
- A Nuvem de Oort é estimada em aproximadamente 0.6 pc de diâmetro

### Parsecs e quiloparsecs

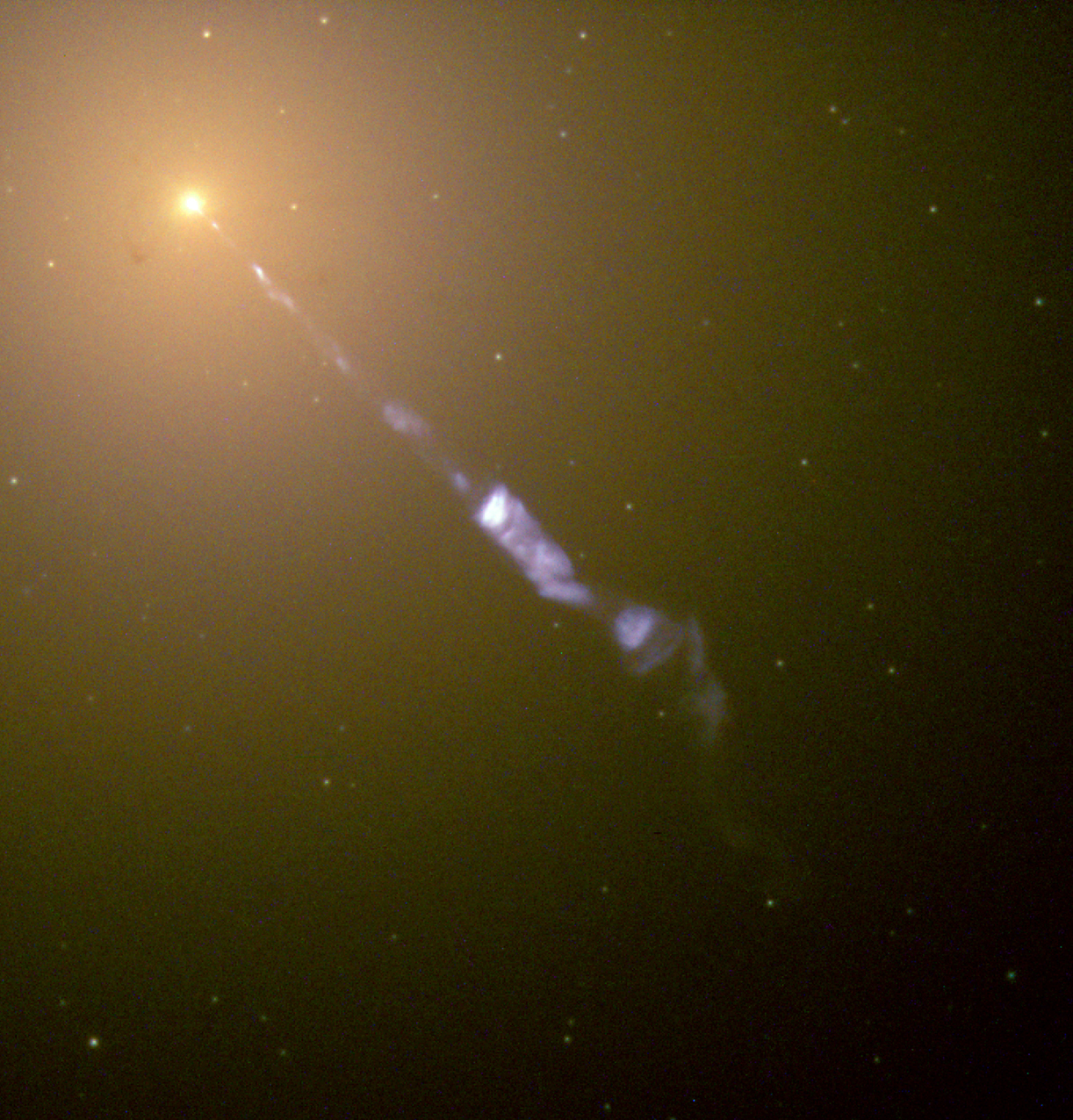
Conforme observado pelo Telescópio Espacial Hubble, o jato astrofísico em erupção do núcleo galáctico ativo de Messier 87 subtende 20 e é pensado para ter 1.5 quiloparsecs (4.892 ly) de comprimento (o jato é um pouco encurtado da perspectiva da Terra)

As distâncias expressas em parsecs (pc) incluem distâncias entre estrelas próximas, como aquelas no mesmo braço espiral ou aglomerado globular. Uma distância de 1.000 parsecs (3.262 ly) é denotada pelo quiloparsec (kpc). Astrônomos normalmente usam quiloparsecs para expressar distâncias entre partes de uma galáxia ou dentro de grupos de galáxias. Então, por exemplo:
- Um parsec é aproximadamente igual a 3.26 anos-luz.
- Proxima Centauri, a estrela conhecida mais próxima da Terra além do Sol, está a cerca de 1.3 parsecs (4.24 ly) de distância, por medição paralaxe direta.
- A distância para o aglomerado aberto de Plêiades é de 130±10 pc (420±30 ly) de nós, por medição de paralaxe do Hipparcos.
- O centro da Via Láctea está a mais de 8 quiloparsecs (26.000 ly) da Terra, e a Via Láctea tem aproximadamente 34 quiloparsecs (110.000 ly) de diâmetro.
- A Galáxia de Andrômeda (M31) está a cerca de 780 kpc (2.5 milhões de ly) de distância da Terra.

### Megaparsecs e gigaparsecs
Os astrônomos normalmente expressam as distâncias entre galáxias vizinhas e aglomerados de galáxias em megaparsecs (Mpc). Um megaparsec é um milhão de parsecs, ou cerca de 3.260.000 anos-luz. Às vezes, as distâncias galácticas são dadas em unidades de Mpc/h (como em "50/h Mpc", também escrito "50 Mpc h−1"). h é uma constante (a "constante de Hubble adimensional") no intervalo 0.5 < h < 0.75 refletindo a incerteza no valor da constante de Hubble H para a taxa de expansão do universo: h = ⁠H/100 km/s/Mpc⁠. A constante de Hubble torna-se relevante ao converter um desvio para o vermelho z observado em uma distância d usando a fórmula d ≈ ⁠c/H⁠ × z.
Um gigaparsec (Gpc) é um bilhão de parsecs, uma das maiores unidades de comprimento comumente usadas. Um gigaparsec é cerca de 3.26 bilhões de anos-luz, ou aproximadamente ⁠1/14⁠ da distância até o horizonte do universo observável (ditado pela radiação cósmica de fundo). Os astrônomos normalmente usam gigaparsecs para expressar os tamanhos de estruturas de grande escala, como o tamanho e a distância da Grande Muralha CfA2; as distâncias entre os aglomerados de galáxias; e a distância para quasares.
Por exemplo:
- A Galáxia de Andrômeda está a cerca de 0.78 Mpc (2.5 milhões de anos-luz) da Terra.
- O grande aglomerado de galáxias mais próximo, o aglomerado de Virgem, está a cerca de 16.5 Mpc (54 milhões de anos-luz) da Terra.[19]
- A galáxia RX J1242−11, observada por ter um núcleo de buraco negro supermassivo semelhante ao da Via Láctea, está a cerca de 200 Mpc (650 milhões de anos-luz) da Terra.
- O filamento galáctico da Grande Muralha Hércules-Corona Borealis, atualmente a maior estrutura conhecida no universo, tem cerca de 3 Gpc (9.8 bilhões de anos-luz) de diâmetro.
- O horizonte de partículas (a fronteira do universo observável) tem um raio de cerca de 14 Gpc (46 bilhões de anos-luz).[20]

## Unidade de volume
Para determinar o número de estrelas na Via Láctea, volumes em quiloparsecs cúbicos (kpc3) são selecionados em várias direções. Todas as estrelas nesses volumes são contadas e o número total de estrelas determinado estatisticamente. O número de aglomerados globulares, nuvens de poeira e gás interestelar é determinado de maneira semelhante. Para determinar o número de galáxias em superaglomerados, volumes em megaparsecs cúbicos (Mpc3) são selecionados. Todas as galáxias nesses volumes são classificadas e computadas. O número total de galáxias pode então ser determinado estatisticamente. O enorme Vazio de Boötes é medido em megaparsecs cúbicos.
Na cosmologia física, volumes de gigaparsecs cúbicos (Gpc3) são selecionados para determinar a distribuição da matéria no universo visível e para determinar o número de galáxias e quasares. O Sol é atualmente a única estrela em seu parsec cúbico, (pc3) mas em aglomerados globulares a densidade estelar pode ser de 100–1000 pc−3.
O volume de observação de interferômetros de ondas gravitacionais (por exemplo, LIGO, Virgo) é declarado em termos de megaparsecs cúbicos (Mpc3) e é essencialmente o valor da distância efetiva ao cubo.

## Na cultura popular
O parsec foi aparentemente usado incorretamente como uma medida de tempo por Han Solo em A New Hope, o primeiro filme da franquia Star Wars, quando ele afirmou ter "feito o Kessel Run em menos de 12 parsecs". A afirmação foi repetida em The Force Awakens, mas foi refeita em Solo: A Star Wars Story, afirmando que a Millennium Falcon viajou uma distância mais curta (em oposição a um tempo mais rápido) devido a uma rota mais perigosa através do hiperespaço. Também é usado ambiguamente como uma unidade espacial em The Mandalorian.
No livro A Wrinkle in Time, "megaparsec" é o apelido da Meg, filha de Mr. Murry.